# Мамедов, Анар Ильяз оглы
Анар Ильяз оглы Мамедов (азерб. Anar İlyaz oğlu Məmmədov; род. 21 июня 1984 года, Баку, Азербайджанская ССР) — государственный и политический деятель. Депутат Милли Меджлиса Азербайджанской Республики VI, VII созывов, член комитета по экономической политике, промышленности и предпринимательству, член комитета по природным ресурсам, энергетике и экологии Милли Меджлиса.

## Биография
Родился Анар Мамедов 21 июня 1984 году в Баку, ныне столице республики Азербайджан. С 1991 по 2001 годы проходил обучение в средней общеобразовательной школе. В 2001 году с 618 баллами поступил на факультет транспорта Азербайджанского Технического университета. В 2001 году получил награду от общенационального лидера Гейдара Алиева.
С 2001 года член Партии "Новый Азербайджан". С 2002 по 2005 годы возглавлял партийную ячейку на транспортном факультете Технического университета. В это же время был председателем молодежной организации транспортного факультета АзТУ. В 2005 году с отличием окончил Азербайджанский технический университет.
С 2005 по 2010 годы проходил обучение на юридическом факультете Бакинского государственного университета. С 2005 по 2006 годы проходил действительную военную службу в МТН, имеет звание сержант. В 2014 году поступил в аспирантуру Киевского университета имени Тараса Шевченко. С 2017 года обучался в Азербайджанском университете архитектуры и строительства.
В 2006 году начал свою официальную трудовую деятельность, стал работать инспектором отдела контроля в Департаменте "Бакинский пассажирский транспорт" Министерства транспорта Азербайджанской Республики. В 2007 году назначен начальником отдела в отделе контроля Департамента. В 2008 году стал начальником отдела автобусных услуг в Департаменте.
С 2012 по 2020 годы работал в Государственном агентстве автомобильных дорог Азербайджана на должности начальника отдела автотранспорта.
На выборах в Национальное собрание Азербайджана VI созыва, которые прошли в 9 февраля 2020 года, баллотировался по Геранбой – Нафталанскому избирательному округу № 96. По итогам выборов одержал победу и получил мандат депутата Милли Меджлиса Азербайджанской Республики. С 10 марта 2020 года приступил к депутатским обязанностям. Является членом комитета по экономической политике, промышленности и предпринимательству, а также членом комитета по природным ресурсам, энергетике и экологии. Анар Мамедов в парламенте также является руководителем рабочей группы по межпарламентским связям Азербайджан-Словакия. Кроме того, он является членом делегации Парламентской ассамблеи Азии.
В 2024 году на парламентских выборах в Азербайджане, которые состоялись 1 сентября, одержал победу в Тертер-Агдере-Геранбойском избирательном округе №97. Официально избран депутатом Милли Меджлиса Азербайджана седьмого созыва, первое заседание которого состоялось 23 сентября 2024 года.
Владеет азербайджанским, русским и английским языками.
Женат, имеет троих детей. 